# ショヒド・カドリ
ショヒド・カドリ（ 英語: Shahid Kadri、1942年7月11日 - ）は、バングラデシュの詩人。ダッカに生まれる。
10代前半から詩作を始め、1950年代に詩人として知られる。1969年に初の詩集『Uttaradhikar（遺産）』を発表する。1973年にバングラ・アカデミー賞 (Bangla Academy Award) を受賞したのちに、詩集『Tomake Abhibadan Priyatama』（1974年）、『Kothayo Kono Krondon Nai』（1978年）を発表する。現在はニューヨーク在住。

## 日本語訳著作
- 丹羽京子編訳『バングラデシュ詩選集』大同生命国際文化基金〈アジアの現代文芸シリーズ〉、2007年。 - 以下の作品を収録。
  - 「雨、雨」
  - 「死ののちに」
  - 「記憶--幼年時代」
  - 「窓から」
  - 「愛しい人へ」
  - 「嘘」
  - 「裸」
  - 「魔法」
  - 「ベンガル詩の流れ」
  - 「禁じられたジャーナルより」
  - 「鳥たちが合図を送る」
  - 「停電の夜の満月に」
  - 「友人たちの目」
  - 「このすべての文字」
  - 「黄昏」
  - 「金をいつ手に入れる？」
  - 「ラックの家」
  - 「君に挨拶を、愛する人を」
  - 「今日は一日じゅう」
  - 「どうして行きたいのだろう」
  - 「冬の嵐」
  - 「上昇」
  - 「ほかのなにかではなく」
  - 「これも歌だ」
  - 「ある個人的で破滅的なジャーナル」
  - 「ある上昇と下降の物語」
  - 「待っていろ、わたしが行くから」